# Kweda Nasakirali
Kweda Nasakirali – osiedle typu miejskiego w Gruzji, w regionie Guria, w gminie Ozurgeti. W 2014 roku liczyło 2898 mieszkańców.